# Thyra Sehested
Thyra Sehested (* 28. März 1840 auf Broholm Gods bei Gudme; † 12. Januar 1923 in Kopenhagen) war eine dänische Historikerin.
Die Tochter des Archäologen Niels Frederik Bernhard Sehested und Schwester der Pianistin Hilda Sehested zeigte frühzeitig starkes historisches Interesse und arbeitete am letzten Werk ihres Vaters mit, den Archæologiske Undersøgelser (1878–81). Ab 1886 lebte sie als Stiftsdame in Vallø. In ihren eigenen Schriften befasste sie sich mit der Geschichte ihrer Familie. Zu nennen sind Hannibal Sehested (2 Bände, 1886), Cantsler Christen Christophersen Sehested (1894), Admiral C. T. Sehesteds Saga, (1904), Rigsmarsk Steen Maltesen Sehested (1911) sowie die Abhandlungen Malthe Sehested und Mogens Sehested (1919). Alle Werke weisen methodische und darstellerische Schwächen auf, sind jedoch aufschlussreiche Materialsammlungen.

## Quelle
- Dansk Biografisk Leksikon, 2. Ausgabe, Artikel F. Sehested
- Skeel-Schaffalitzky, Santasilia - Thyra Sehested

| Personendaten    | Personendaten         |
| ---------------- | --------------------- |
| NAME             | Sehested, Thyra       |
| KURZBESCHREIBUNG | dänische Historikerin |
| GEBURTSDATUM     | 28. März 1840         |
| GEBURTSORT       | Gudme                 |
| STERBEDATUM      | 12. Januar 1923       |
| STERBEORT        | Kopenhagen            |